# Chuck Norris
Carlos Ray "Chuck" Norris (n. 10 martie 1940, Ryan⁠(d), Oklahoma, SUA) este un actor, artist în arte marțiale, producător de film și scenarist american. După ce a servit în Forțele Aeriene ale Statelor Unite ale Americii, el a devenit un foarte popular expert în arte marțiale și și-a fondat propria școală numită Chun Kuk Do.
Chuck Norris a jucat în numeroase filme de acțiune, cum ar fi Way of the Dragon, în care a apărut alături de Bruce Lee, fiind unul din principalii actori ai anilor 1980. El a fost personajul principal în serialul de televiziune Walker, polițist texan între 1993 și 2001.
Chuck Norris este un devotat conservator și creștin, scriind câteva cărți pe tema creștinismului.

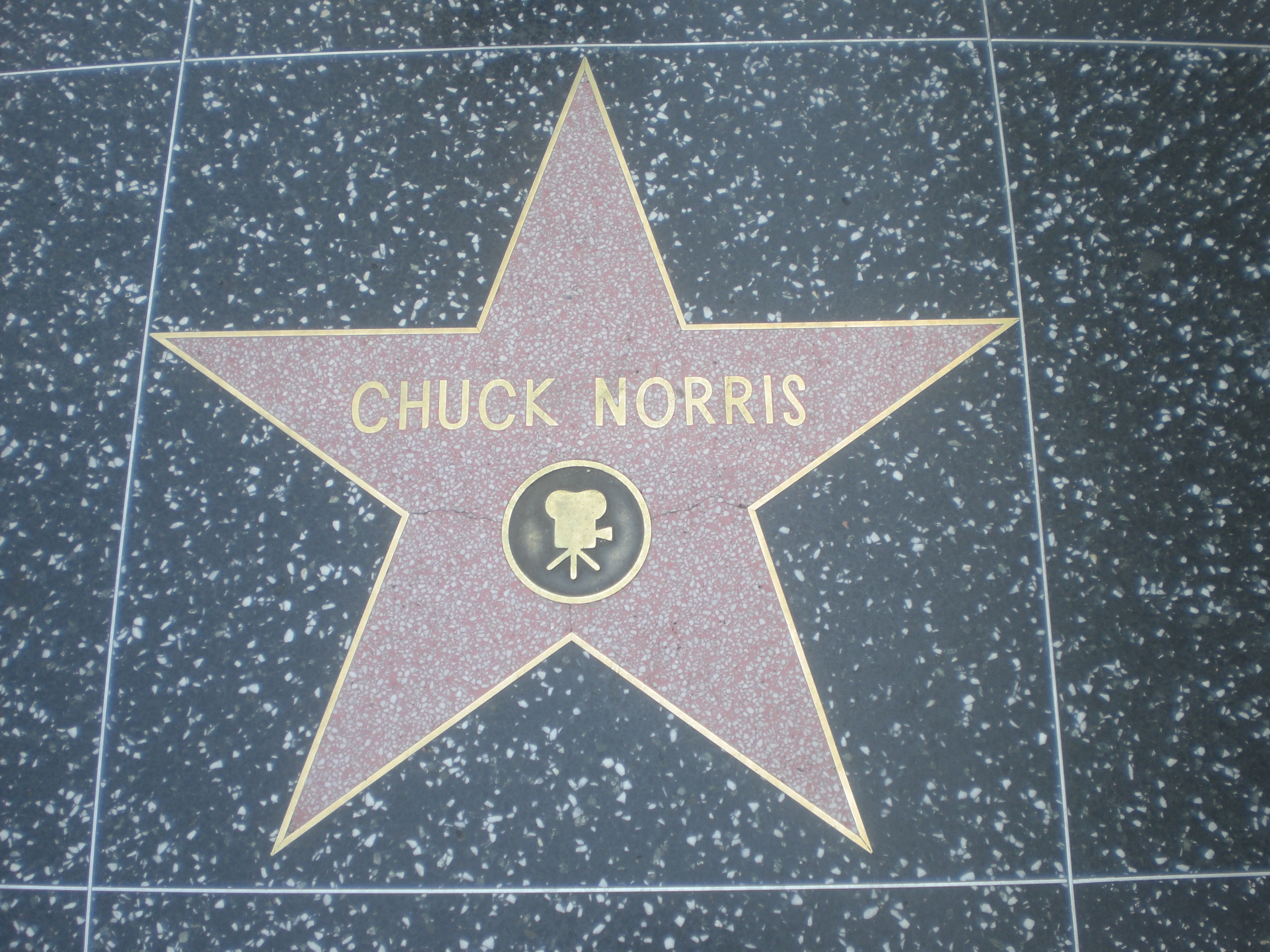
Steaua lui Chuck Norris pe Hollywood Walk of Fame